# Rino Carlesi
Rino Carlesi MCCI (ur. 11 sierpnia 1922 w Montemurlo, zm. 25 sierpnia 1999 w Mediolanie) – włoski duchowny rzymskokatolicki, kombonianin, prałat terytorialny Santo Antônio de Balsas w latach 1967–1981, biskup diecezjalny Balsas w latach 1981–1998, od 1998 biskup senior diecezji Balsas.